# Michael Peckham
Michael Peckham (Panteg, 2 agosto 1935 – 13 agosto 2021) è stato un oncologo e artista britannico.
Come oncologo, è noto soprattutto per il suo contributo alla cura del cancro ai testicoli. Espose i suoi dipinti per la prima volta nel 1962 e partecipò a numerose mostre collettive e personali.
Nacque a Panteg, nel Monmouthshire, studiò scienze naturali al St Catharine's College di Cambridge e si laureò in medicina alla Scuola Medica dell'University College London. Fu chiamato al servizio militare e trascorse due anni come capitano nel Corpo Medico della Royal Army. Si sposò con Catherine Peckham, figlia di Alexander King.
Per vari anni diresse il programma di ricerca e sviluppo del National Health Service.

## Biografia
Dopo aver lavorato con Maurice Tubiana all'Istituto Gustave-Roussy di Parigi sulla biologia cellulare dei linfomi, è entrato a far parte dell'Institute of Cancer Research e del Royal Marsden Hospital di Londra. Nel 1973 fu nominato professore e ha formò un team di ricerca specializzato nel cancro ai testicoli e nel linfoma di Hodgkin. Nel 1985 fondò la British Oncological Association, nel 1981 fu uno dei cofondatori della European Society of Therapeutic Radiology and Oncology (Società europea di radiologia oncologica e oncologia) e fu uno dei fondatori e il primo presidente della Federation of European Cancer Societies (FECS), che da allora si è evoluta nell'European Cancer Organisation. Dal 1986 al 1991 fu vicepresidente dell'Imperial Cancer Research Fund (ora Cancer Research UK).
Nel 1986 fu direttore della British Postgraduate Medical Federation,  una scuola dell'Università di Londra che comprende sette istituti medici post-laurea. Nel 1991 fu il primo direttore della ricerca e sviluppo per il Servizio Sanitario Nazionale britannico (NHS) e il Dipartimento della Salute.  Attraverso il nuovo programma è stata lanciata la Cochrane Collaboration e sono state gettate le basi per il National Institute for Clinical Excellence.
Dal 1997 al 2000 diresse la School of Public Policy presso l'University College London. Nel 2000 fu nominato dall'allora Segretario di Stato per l'Istruzione, David Blunkett, alla presidenza del nuovo National Educational Research Forum.
Nello stesso anno, presiedette il Foresight Panel "Healthcare in 2020£ per il Dipartimento per le imprese, l'innovazione e le competenze, Ufficio per la scienza e la tecnologia.
Si spense il 13 agosto 2021.

### Arte
I dipinti di Michael Peckham furono esposti per la prima volta nel 1962 all'Università di Bangor. A tale evento seguì nel 1964 una mostra con William Gear alla Bear Lane Gallery di Oxford. Durante gli anni '80 e '90, espose i suoi lavori alla Christopher Hull Gallery. L'11 settembre 2001 fu inaugurata la sua mostra personale alla Millinery Works Gallery . Espose con Richard Demarco a Edimburgo e, nel 2001, presentò i suoi lavori nella mostra itinerante intitolata 70 over 2000: the Road to Meikle Seggie (70 su 2000: la strada per Meikle Seggie). Nel 1989 collaborò con Richard Demarco per sviluppare un evento artistico al centro della Conferenza Europea di Oncologia Clinica (ECCO, European Conference on Clinical Oncology) a South Bank, vicino a Londra. Death, Life, Regeneration (Morte, vita, rinascita) includeva opere di Helen Chadwick, Joseph Beuys e Paul Neagu. La cantata Bavarian Gentians, commissionata per l'occasione a Hugh Wood, fu eseguita per la prima volta sotto la direzione di Richard Hickox in occasione di questo evento.
I due aspetti della sua carriera si incontrarono quando trentacinque piccoli disegni realizzati negli appunti clinici dei suoi pazienti furono esposti alla Royal Academy Summer Exhibition nel 2004 con il titolo Treatments.
Un vivido resoconto della reciproca influenza dell'arte e dell'oncologia nel suo lavoro si trova in un saggio pubblicato sul The Lancet nel 2017 col titolo One Life.

## Premi e riconoscimenti
- 1991: dottorato honoris causa dall'Université de Franche-Comté Besançon;
- 1992: Hon DSc della Loughborough University of Technology;
- 1993: dottorato honoris causa dell'Università cattolica di Lovanio
- 1994: membro associato straniero della National Academy of Sciences, Institute of Medicinedi Washington;
- 1995: Knight Bachelor per i servizi resi alla medicina;
- 1995: membro onorario dell'University College London;
- 1996: dottorato onorario dall'Università di Exeter
- 1998: membro onorario del St Catharine's College di Cambridge
- 1998: membro fondatore dell'Academy of Medical Sciences
- 2007: dottorato onorario in medicina  dall'Università di Londra (Institute of Cancer Research).